# Taedonggang (khu vực)
Taedonggang-guyŏk (Hán Việt: Đại Đồng Giang khu vực) là một trong 19 đơn vị hành chính của thủ đô Bình Nhưỡng tại Cộng hòa Dân chủ Nhân dân Triều Tiên. Taedonggang vốn là tên của toàn bộ khu vực phía đông Bình Nhưỡng và nay là một trong 6 khu vực tại nơi này. Khu vực Taedonggang nằm bên bờ đông của sông Đại Đồng, nằm về phía bắc của Tongdaewŏn và phía tây của Sadong. Khu vực được thành lập vào tháng 1 năm 1958.
Dưới thời Nhật Bản cai trị, sân bay của thành phố nằm trên địa bàn khu vực. Trên địa bàn khu vực có Tháp Thành lập Đảng Lao động Triều Tiên được xây vào năm 1995 để kỉ niệm 50 năm ngày thành lập đảng. Ở phía bắc khu vực có công viên Munsu với diện tích 240.000 m² và có thể đón tới 8000 khách đi dạo một lúc. Phía nam của khu vực có công viên Sanwon, một địa điểm giải trí. Trên địa bàn khu vực có nhiều đại sứ quán nước ngoài, tập trung tại Munsu-dong và Muhung-dong.
Khu vực có Đại học Âm nhạc và Múa Bình Nhưỡng. Khu vực được kết nối với khu vực Trung qua cầu Okryu, và tới đảo Rungra và Moranbong qua cầu Rungra. Năm 2008, dân cư khu vực Taedonggan là 207.081 người, gồm 99.444 nam và 107.637 nữ.

## Hành chính
Taedonggang được chia thành 25 dong:
| Phiên âm                | Chosŏn'gŭl | Chữ Hán  | Hán Việt            |
| ----------------------- | ---------- | -------- | ------------------- |
| Chongryu-dong (1, 2, 3) | 청류동     | 淸流洞   | Thanh Lưu động      |
| Munhung-dong (1, 2)     | 문흥동     | 文興洞   | Văn Hưng động       |
| Munsu-dong (1, 2, 3)    | 문수동     | 紋繡洞   | Văn Tú động         |
| Okryu-dong (1, 2, 3)    | 옥류동     | 玉流洞   | Ngọc Lưu động       |
| Puksu-dong              | 북수동     | 北繡洞   | Bắc Tú động         |
| Rungra-dong (1, 2)      | 릉라동     | 綾羅洞   | Lăng La động        |
| Sagok-dong (1, 2)       | 사곡동     | 四谷洞   | Tứ Cốc động         |
| Soryong-dong (1, 2)     | 소룡동     | 小龍洞   | Tiểu Long động      |
| Taedonggang-dong        | 대동강동   | 大洞江洞 | Đại Đồng Giang động |
| Tapche-dong (1, 2, 3)   | 탑제동     | -        | -                   |
| Tongmun-dong (1, 2)     | 동문동     | 東門洞   | Đông Môn động       |
| Uiam-dong               | 의암동     | 衣岩洞   | Y Nham động         |